# Potchefstroom Country Club
De Potchefstroom Country Club is een countryclub in Potchefstroom, Zuid-Afrika. De club werd opgericht in 1901 en heeft een 18-holes golfbaan met een par van 71.
Naast een golfbaan, heeft de club ook tennis- en squashbanen.
Het belangrijkste waterhindernis op de golfbaan is een rivier, de "Mooirivier", dat dwars door de golfbaan stroomt.

## Golftoernooien
- Zuid-Afrikaans Open: 1909 & 1912